# Эта страшная буква «Р»
«Эта страшная буква „Р“» (англ. The Big C) — американский телевизионный сериал телеканала Showtime в жанре комедийной драмы с Лорой Линни в главной роли. В центре сюжета — история женщины, которой ставят страшный диагноз — рак (в английском — cancer), и которая теперь вынуждена находить светлые стороны в своей ситуации.
Премьера сериала, создателем которого является Дарлин Хант, состоялась 16 августа 2010 года. Он привлёк достаточно большую аудиторию для Showtime. 20 сентября 2010 телесериал был продлён на второй сезон, который стартовал 27 июня 2011 года. 2 сентября 2011 года сообщилось, что выйдет также третий сезон, который начал трансляцию 8 апреля 2012 года. В 2013 году вышел заключительный четвертый сезон.
Сериал «Эта страшная буква „Р“» был номинирован на множество престижных премий, включая пяти «Эмми» и три «Золотых глобуса» — из них четыре победы, три из которых получила Лора Линни.

## Сюжет
Лора Линни в роли Кэти Джеймисон. Кэти - учительница средней школы из города-побратима (Миннеаполис – Сент-Пол), у которой в начале сериала недавно был диагностирован терминальная (IV стадия) меланома. Не желая обременять свою семью и друзей этими новостями, она месяцами хранит это в секрете. Она рассказывает о своей болезни пожилой соседке Марлен (которая позже покончила жизнь самоубийством) после того, как Марлен это понимает, поскольку ее собака Томас, которая часто слонялась вокруг Кэти, может унюхать рак. Ее поведение кардинально меняется, когда она начинает делать безрассудный выбор перед лицом надвигающейся смерти. К ним относятся выселение мужа из дома, трата денег на дорогую машину и роман. Она подружилась с Андреа, болтливой ученицей летнего курса английского языка. Отчаянно пытаясь убедиться, что ее сын-подросток находится на правильном пути, прежде чем она умрет, она непреднамеренно вносит разлад между ними. Она прекращает свой роман, когда он раскрывается, и позволяет мужу вернуться домой после того, как наконец рассказала ему, что она больна. Она передает дом Марлен, который Марлен по завещанию оставила Кэти, своему брату Шону. Она решает пройти лечение с большим риском, потому что хочет жить. Хотя первоначальные результаты обнадеживают, лечение оказывается безуспешным. В четвертом сезоне Кэти планирует неизбежность своей неминуемой смерти.
Оливер Платт в роли Пола Джеймисона, мужа Кэти. У Пола несколько детский подход к жизни, и Кэти выгоняет его из дома, потому что ей надоело присматривать за ним. Он не совсем понимает ситуацию, но успокаивает ее в надежде, что их брак можно будет восстановить. В разлуке он вступает в Сексуальный контакт с другой женщиной; в конечном итоге это становится последней каплей для Кэти в их романе.  После того, как Кэти рассказывает ему о своем раке, он возвращается и становится слишком внимательным и любящим. В конце финального эпизода второго сезона Пол появляется перед Кэти как галлюцинация в конце марафона, который она бежит, а затем кат-сцена показывает, как над ним работает команда скорой помощи после того, как ранее в тот же день он принял кокаин. В третьем сезоне Пол начинает вести блог о своей жизни и раке Кэти. Они посещают мотивационный семинар под руководством Джой Кляйнман, которая становится наставником Пола. После того, как Джой умирает, будучи сбитым автобусом, Пол берет на себя управление ее мотивационной империей самопомощи под своим тегом «щелкни переключатель».
Джон Бенджамин Хики в роли Шона Толки, брата Кэти. Шон — эксцентричный, бездомный, защитник окружающей среды, выступающий против истеблишмента. Он часто бывает в грязной одежде и ест из мусорных баков. Несмотря на несколько отдаленные отношения, Кэти начинает предпринимать согласованные усилия, чтобы сблизиться с ним после того, как у нее диагностируют рак. Он заводит отношения с подругой Кэти по колледжу, Ребеккой, которые заканчиваются плохо. В какой-то момент Кэти рассказывает ему о своей болезни, и у него случается эмоциональный срыв; она отказывается, утверждая, что выдумала это, чтобы вызвать реакцию. В финале первого сезона Ребекка сообщает Шону, что беременна. В начале второго сезона Шон и Ребекка переехали в дом Марлен. Выяснилось, что Шон страдает биполярным расстройством, но в прошлом отказывался его лечить. Он начинает принимать лекарства, чтобы обеспечить более стабильное состояние своего будущего ребенка, но затем прекращает прием лекарств, когда у Ребекки случается выкидыш. После того, как Ребекка покидает Шона, у него возникает эмоциональный спад, который заставляет его наброситься на Кэти и других членов семьи. Он приходит домой в конце второго сезона и говорит Кэти, что работал в бродячем цирке. В третьем сезоне Шон устраивается уборщиком в школу Адама. После того, как он наконец получил стационарный телефон, он начинает получать звонки от «Вилли Ванкера», обнаруживая, что последним человеком, у которого был номер телефона, был гей-оператор секс-услуг по телефону. Шон начинает собственный секс по телефону, чтобы заработать дополнительные деньги, и в конечном итоге связывается с клиентом по имени Тим. Затем он начинает отношения с ним и его женой Жизель, но они разрывают их, когда присутствие Шона начинает негативно влиять на их брак. Желая сделать что-то значимое и жизнеутверждающее в свете происходящего с Кэти, он решает пожертвовать почку неизвестному получателю. Он и этот получатель, Рэй, решают встретиться за несколько дней до операции. В том простом акте, когда Рэй предлагает Шону в подарок дорогие часы Rolex в благодарность за то, что он делает, Шон видит, что Рэй — это все, что он ненавидит в жизни. Хотя Шон решает сделать пожертвование по настоянию Кэти, он также решает из-за Рэя, что снова станет бездомным.
Габриэль Бассо в роли Адама Джеймисона, сына Кэти и Пола, который ходит в ту же школу, где преподает Кэти. Типичный подросток, он сопротивляется внезапному усилению внимания и привязанности своей матери. У него завязывается неустойчивая дружба с одноклассницей Андреа, но она разваливается после того, как он отказывается, когда другие намекают, что они сексуально близки. После попадания в беду его наказывают, заставляя выполнять работу по дому за Марлен. Он первым понял, что у Марлен болезнь Альцгеймера. В эпизоде первого сезона «Все, что поднимается, должно сойтись» Марлен, не узнавая Адама, направляет на него пистолет и выгоняет из своего дома. Адам не знал о раке своей матери до финала первого сезона. Пока его мать находится на лечении в больнице, он находит ключ от шкафчика, наполненного сотнями подарков на его будущие дни рождения, праздники и важные жизненные события. Он понимает, что его мать проживет недолго, и наконец реагирует эмоционально. В начале второго сезона Адам разочарован тем вниманием, которое ему уделяется в школе из-за болезни Кэти. Он хочет продолжить сексуальные отношения со своей девушкой Мией, с которой он начал встречаться в конце первого сезона, но она хочет не торопиться. Затем он спит с одноклассницей Эмили, но отказывается нести какую-либо ответственность за свои действия. Пока его родители в отъезде, Адам занимается сексом с проституткой/доминантой в их спальне, а затем просит дядю Шона помочь избавиться от нее. В эпизоде «Маленький C» выясняется, что Адам заразился крабами во время встречи с проституткой и случайно разоблачил Кэти и Пола. Он признается им в этом, и Кэти говорит Миа, что думает, что Адам получил это от нее. Миа тут же бросает его и отказывается проявлять к нему какое-либо сочувствие из-за болезни его матери. Затем он начинает общаться с девушкой по имени Поппи через онлайн-группу поддержки рака. Когда они наконец встречаются, Адам обнаруживает, что Поппи на самом деле женщина тридцати с чем-то лет. Несмотря на это, их связывает незрелое чувство юмора и болезни родителей. Прежде чем семья должна поехать в Италию на Рождество, Адам обнаруживает, что отец Поппи на самом деле мертв уже несколько лет. Он противостоит Поппи, но она объясняет, что, как только он потеряет маму, он почувствует, что часть его отсутствует. В третьем сезоне Адам присоединяется к молитвенной группе в школе, где знакомится с чрезвычайно религиозной Джесси, которая становится его девушкой. В четвертом сезоне Адам идет в 11 класс. Одна из несбыточных мечтаний Кэти — увидеть, как он окончит среднюю школу до ее смерти. Однако у него проблемы, и он проваливает один из занятий по химии. С помощью репетитора, которого нанимает Кэти, Адам может сдать экзамен по химии и пройти урок. Когда Адаму становится ясно, что Кэти, скорее всего, умрет, пока он учится в 11 классе, Адам, не сказав никому из своей семьи, решает ускорить выполнение требований к получению степени онлайн, его частые отсутствия дома, о которых он лжет своим семье, что он тусуется с друзьями, хотя на самом деле собирается в школу сдавать экзамены. На небольшой, неформальной и ранее необъявленной церемонии в доме Джеймисон директор Адама, Конни Шулер, может вручить Адаму кепку и облачить Адама в аттестат средней школы на глазах у Кэти и остальных членов семьи.
Габури Сидибе в роли Андреа Джексон (3 и 4 сезоны, повторялись ранее),  толстой, болтливой и агрессивной ученицы из класса Кэти. Кэти проявляет к ней интерес и предлагает денежное вознаграждение за похудение. Она первая, кто понял, что у Кэти роман. Она лжет Кэти о своем воспитании и экономическом статусе, утверждая, что ее мать наркоманка и они живут в бедности. Кэти посещает их дом и обнаруживает, что живет в прекрасном доме представителей среднего класса с двумя образованными и заботливыми родителями. Во втором сезоне Андреа по приглашению Кэти переезжает жить к Кэти и ее семье, поскольку ее родители уезжают в Африку для миссионерской работы. Она начинает встречаться с коллегой Пола Миком и обручается с ним, но затем Пол сообщает, что Мик находится в стране нелегально и, возможно, женится на ней только ради грин-карты. Убитая горем Андреа проводит зимние каникулы в Африке и вспоминает свое наследие, после чего переименовывает себя в Абабу. В четвертом сезоне она учится в местном колледже по программе дизайна одежды, а Исаак Мизрахи является приглашенным профессором на этот год. Ее учебный год начинается не очень хорошо, она не ладит со своей соседкой по комнате в общежитии и теряет блеск в своей дизайнерской работе во многом из-за мыслей о неминуемой смерти Кэти. Мизрахи удается вернуть Андреа в нужное русло и предлагает ей стажировку в Нью-Йорке в конце учебного года. Сначала она решает не принимать это, зная, что Кэти умрет, когда будет в Нью-Йорке, но Кэти убеждает ее передумать и принять это.
Филлис Сомервилл в роли Марлен (первый сезон, повторяется позже), пожилой соседки и подруги Кэти. Несколько раздражительная Марлен потеряла мужа из-за рака много лет назад. У нее две дочери, с которыми она живет отдельно. Хотя поначалу Кэти ее раздражает, они быстро становятся друзьями и в конечном итоге сближаются со всей семьей. Марлен — первый человек, узнавший секрет Кэти. Она понимает это после того, как ее собака, бассет-хаунд по имени Томас, преследует Кэти, потому что собаки якобы могут «унюхать» рак. У Марлен начинают проявляться эпизоды потери памяти, часто она внезапно забывает, где она и кто такие люди. Наконец она признается Кэти, что у нее болезнь Альцгеймера. Она направляет пистолет на Адама, не понимая, кто он, и ее ужас перед тем, что она может сделать, продолжая ухудшаться, заставляет ее решить покончить с собой. В начале второго сезона она является Кэти во время галлюцинаций. Марлен и Томас, которые умирают в начале четвертого сезона, ждут на другой стороне бассейна Кэти, когда Кэти умирает.

## В ролях

### Главные герои
- Лора Линни — Кэтрин «Кэти» Джемисон
- Оливер Платт — Пол Джемисон
- Гэбриел Бассо — Адам Джемисон
- Джон Бенжамин Хикки — Шон Толки
- Габури Сидибе — Андреа Джексон

### Второстепенные персонажи
- Филлис Соммервиль — Марлин
- Рид Скотт — доктор Тодд Мауэр
- Синтия Никсон — Ребекка
- Надя Дажани — Тина
- Идрис Эльба — Ленни
- Хью Дэнси — Ли
- Алан Алда — доктор Аттикус Шерман
- Паркер Поузи — Поппи Ковальски

### Приглашённые актёры
- Фил Льюис
- Энни Париссе
- Брайан Кокс
- Лиам Нисон
- Скотт Терра
- Нед Эйзенберг
- Джессика Карлсон
- Сьюзан Сарандон

## Список эпизодов

### 1 сезон (2010)
| № в сериале | № в сезоне | Название                                                            | Дата премьеры    |
| ----------- | ---------- | ------------------------------------------------------------------- | ---------------- |
| 1           | 1          | Пилот (Pilot)                                                       | 16 августа 2010  |
| 2           | 2          | Летнее время (Summer Time)                                          | 23 августа 2010  |
| 3           | 3          | Не командный игрок (There's No C in Team)                           | 30 августа 2010  |
| 4           | 4          | Игра в машинки (Playing the Cancer Card)                            | 13 сентября 2010 |
| 5           | 5          | Голубые ирисы (Blue-Eyed Iris)                                      | 20 сентября 2010 |
| 6           | 6          | По ухабам (Taking Lumps)                                            | 27 сентября 2010 |
| 7           | 7          | Двое в дороге (Two for the Road)                                    | 4 октября 2010   |
| 8           | 8          | С днем рождения, рак (Happy Birthday, Cance)                        | 11 октября 2010  |
| 9           | 9          | Экстаз и агония (The Ecstasy and the Agony)                         | 18 октября 2010  |
| 10          | 10         | Божественное вмешательство (Divine Intervention)                    | 25 октября 2010  |
| 11          | 11         | Новые горизонты (New Beginnings)                                    | 1 октября 2010   |
| 12          | 12         | На вершине все тропы сходятся (Everything That Rises Must Converge) | 8 октября 2010   |
| 13          | 13         | Решительные меры (Taking the Plunge)                                | 15 октября 2010  |

### 2 сезон (2011)
| № в сериале | № в сезоне | Название                                            | Даты премьеры    |
| ----------- | ---------- | --------------------------------------------------- | ---------------- |
| 14          | 1          | Потеря Пациентов (Losing Patients)                  | 27 июня 2011     |
| 15          | 2          | Музыкальные стулья (Musical Chairs)                 | 4 июля 2011      |
| 16          | 3          | Сексуальное исцеление (Sexual Healing)              | 11 июля 2011     |
| 17          | 4          | Бу! (Boo!)                                          | 18 июля 2011     |
| 18          | 5          | Кошки и собаки (Cats ahd Dogs)                      | 25 июля 2011     |
| 19          | 6          | Маленькая буква "Р" (The Little c)                  | 1 августа 2011   |
| 20          | 7          | Три медведя (Goldilocks and the Bears)              | 8 августа 2011   |
| 21          | 8          | Последний День благодарения (The Last Thanksgiving) | 15 августа 2011  |
| 22          | 9          | Маленькая смерть (A Little Death)                   | 23 августа 2011  |
| 23          | 10         | Чувствуешь? (How Do You Feel?)                      | 29 августа 2011  |
| 24          | 11         | Нападай или беги (Fight or Flight)                  | 12 сентября 2011 |
| 25          | 12         | Мрачный день (The Darkest Day)                      | 19 сентября 2011 |
| 26          | 13         | Пересечь черту (Crossing the Line)                  | 26 сентября 2011 |

### 3 сезон (2012)
| № в сериале | № в сезоне | Название                                   | Даты премьеры  |
| ----------- | ---------- | ------------------------------------------ | -------------- |
| 27          | 1          | Тонкий лед (Thin Ice)                      | 8 апреля 2012  |
| 28          | 2          | Какая у тебя история? (What's Your Story?) | 15 апреля 2012 |
| 29          | 3          | Пучок радости (Bundle of Joy)              | 22 апреля 2012 |
| 30          | 4          | Семейные дела (Family Matters)             | 29 апреля 2012 |
| 31          | 5          | Лицом к Лицу (Face Off)                    | 6 мая 2012     |
| 32          | 6          | Права на жизнь (Life Rights)               | 13 мая 2012    |
| 33          | 7          | (How Bazaar)                               | 20 мая 2012    |
| 34          | 8          | Зануда (Killjoy)                           | 3 июня 2012    |
| 35          | 9          | Идти с Богом (Vaya Con Dios)               | 10 июня 2012   |
| 36          | 10         | Улететь (Fly Away)                         | 17 июня 2012   |

### 4 сезон (2013)
| № в сериале | № в сезоне | Название                                         | Даты премьеры  |
| ----------- | ---------- | ------------------------------------------------ | -------------- |
| 37          | 1          | Качество жизни (Quality of Life)                 | 29 апреля 2013 |
| 38          | 2          | Не заберешь с собой (You Can't Take It with You) | 6 мая 2013     |
| 39          | 3          | Качество смерти (Quality of Death)               | 13 мая 2013    |
| 40          | 4          | Финал (The Finale)                               | 20 мая 2013    |

## Награды и номинации
| Год  | Премия                        | Категория                                                        | Номинант                    | Результат |
| ---- | ----------------------------- | ---------------------------------------------------------------- | --------------------------- | --------- |
| 2010 | Премия «Спутник»              | Лучший телесериал (комедия или мюзикл)                           | Эта страшная буква «Р»      | Победа    |
| 2010 | Премия «Спутник»              | Лучшая актриса в телесериале (комедия или мюзикл)                | Лора Линни                  | Победа    |
| 2011 | «Золотой глобус»              | Лучший телевизионный сериал — комедия или мюзикл                 | Эта страшная буква «Р»      | Номинация |
| 2011 | «Золотой глобус»              | Лучшая женская роль в телевизионном сериале — комедия или мюзикл | Лора Линни                  | Победа    |
| 2011 | American Cinema Editors Award | Best Edited Half Hour Series for Television                      | Брайан А. Кейтс — «Pilot»   | Номинация |
| 2011 | Прайм-тайм премия «Эмми»      | Лучшая женская роль в комедийном телесериале                     | Лора Линни                  | Номинация |
| 2011 | Прайм-тайм премия «Эмми»      | Лучший приглашенный актёр в комедийном телесериале               | Идрис Эльба                 | Номинация |
| 2011 | Прайм-тайм премия «Эмми»      | Primetime Emmy Award for Outstanding Casting for a Comedy Series | Джули Такер и Росс Мейерсон | Номинация |
| 2012 | «Золотой глобус»              | Лучшая женская роль на ТВ (комедия или мюзикл)                   | Лора Линни                  | Номинация |
| 2013 | «Эмми»                        | Лучшая женская роль в мини-сериале или телефильме                | Лора Линни                  | Победа    |
| 2013 | «Эмми»                        | Лучшая мужская роль второго плана в мини-сериале или телефильме  | Джон Бенжамин Хикки         | Номинация |